# Louise Mehnke
Louise Mehnke (født 1. oktober 1976 i København) er en dansk politiker som repræsenterer Socialdemokratiet. Hun var siden 19. marts 2024 været midlertidigt medlem af Folketinget som barselsvikar for Fie Hækkerup. Mehnke har været medlem af byrådet i Fredensborg Kommune siden 2018. Hun har været formand for kommunens Social- og Sundhedsudvalg siden 2022 og formand for Klimarådet i Fredensborg Kommune siden 2020.
Ved folketingsvalget 2022 var Louise Mehnke prioriteret kandidat Fredensborgkredsen i Nordsjællands Storkreds. Hun fik 2.762 personlige stemmer og blev første stedfortræder for Socialdemokratiet i storkredsen.
Mehnke er uddannet socialpædagog på Hillerød Pædagogseminarium 1997-2001. Hun var projektkoordinator i Boligforeningen 3B fra 2012 til 2017 og var været konsulent siden 2017.